# Thank You Mr. Churchill
Thank You Mr. Churchill es un álbum de estudio de Peter Frampton, publicado en el 2010 por New Door Records en Norteamérica y por Eagle Rock en Europa.

## Recepción
Desde su lanzamiento, el álbum ha recibido reseñas positivas por parte de la crítica. William Clark de Guitar International escribió, "Sin exagerar puedo decir que este ignorado álbum de 2010 contiene unas de las mejores piezas musicales que Peter Frampton ha publicado hasta la fecha".

## Lista de canciones
1. "Thank You Mr. Churchill" - 4:55
2. "Solution" - 3:49
3. "Road to the Sun" - 5:10
4. "I'm Due a You" - 5:00
5. "Vaudeville Nanna and the Banjolele" 4:35
6. "Asleep at the Wheel" - 6:50
7. "Suite: Liberte - A. Megumi B. Huria Watu" - 7:28
8. "Restraint" - 3:42
9. "I Want it Back" - 4:38
10. "Invisible Man" - 4:51
11. "Black Ice" - 4:49
12. "I Understand" - 3:30 [Bonus Track]
13. "A Thousand Dreams" - 5:17 [Bonus Track]